# Ulla Fröhling
Ulla Fröhling (* 13. April 1945 in Bad Blankenburg als Ulla Engelmann) ist eine deutsche Autorin und Journalistin.

## Leben
Ulla Engelmann wuchs in Hamburg auf und besuchte Grundschule und Gymnasium. Nach dem Abitur 1966 studierte sie Englisch und Soziologie. 1968 heiratete sie Lothar Fröhling, damals Student des Bauwesens, und wohnt mit ihm seitdem in Hamburg. 
Nach ihrem Studium arbeitete sie bei Time Life, Brigitte, Ressort Umwelt und Zeitgeschehen sowie Cosmopolitan.
Seit 1994 ist Ulla Fröhling selbstständige Autorin. Ihre Themenschwerpunkte sind Erinnerung, Trauma, Sucht, Kinderpornographie, destruktive Kulte und Sekten sowie Humor, Erotik, Trends, Glossen.
Ulla Fröhling ist Mitgründerin der „Renate Rennebach-Stiftung für Opfer ritueller Gewalt“.

## Publikationen

### Sachbücher
- Droge Glücksspiel. Mosaik Verlag, München 1984, ISBN 3-570-03108-X.
- Droge Glücksspiel – Betroffene erzählen von einer heimlichen Sucht. Fischer, Frankfurt am Main  1993, ISBN 3-596-11828-X.
- Leben zwischen den Geschlechtern: Intersexualität – Erfahrungen in einem Tabubereich. Links, Berlin 2003, ISBN 3-86153-290-5.
- Unser geraubtes Leben: die wahre Geschichte von Liebe und Hoffnung in einer grausamen Sekte. Lübbe Taschenbuch, Köln 2012, ISBN 978-3-404-61660-2.
- Vater unser in der Hölle. Ein Tatsachenbericht. Kallmeyer, Seelze-Velber 1996
- Vater unser in der Hölle – Inzest und Missbrauch eines jungen Mädchens in einer satanischen Sekte. 10 Jahre später. mvg-Verlag, München 2008, ISBN 978-3-86882-546-6.

### Belletristik
- Nur noch einmal: erotische Geschichten. Piper, München/Zürich 1996, ISBN 3-492-22262-5
- Susanne Schapowalow Bildband (Portrait), Jazzpresso 2011
- Berliner Balladen (Anthologie), 2001

### Artikel in Zeitschriften
- Sie sehen aber schlecht aus! – Über den angemessenen Umgang mit Gewaltüberlebenden, 2011 (online als PDF)

## Auszeichnungen
- Emma-Journalistinnen-Preis 1992/93, Platz 1 für „Ich habe eine Tochter und ich habe sie auch nicht“
- EJF-Fellowship an der FU Berlin 1999/2000
- „Media Achievement Award“ der International Society for the Study of Trauma and Dissociation, 2001, New Orleans